# Comtés-rhodaniens
 (juillet 2020).
Le comtés-rhodaniens, appelé vin de pays des Comtés Rhodaniens jusqu'en 2009, est un vin français d'indication géographique protégée (correspondant à l'ancienne dénomination vins de pays) régionale produit sur l'ensemble de la moyenne vallée du Rhône en France.

## Histoire

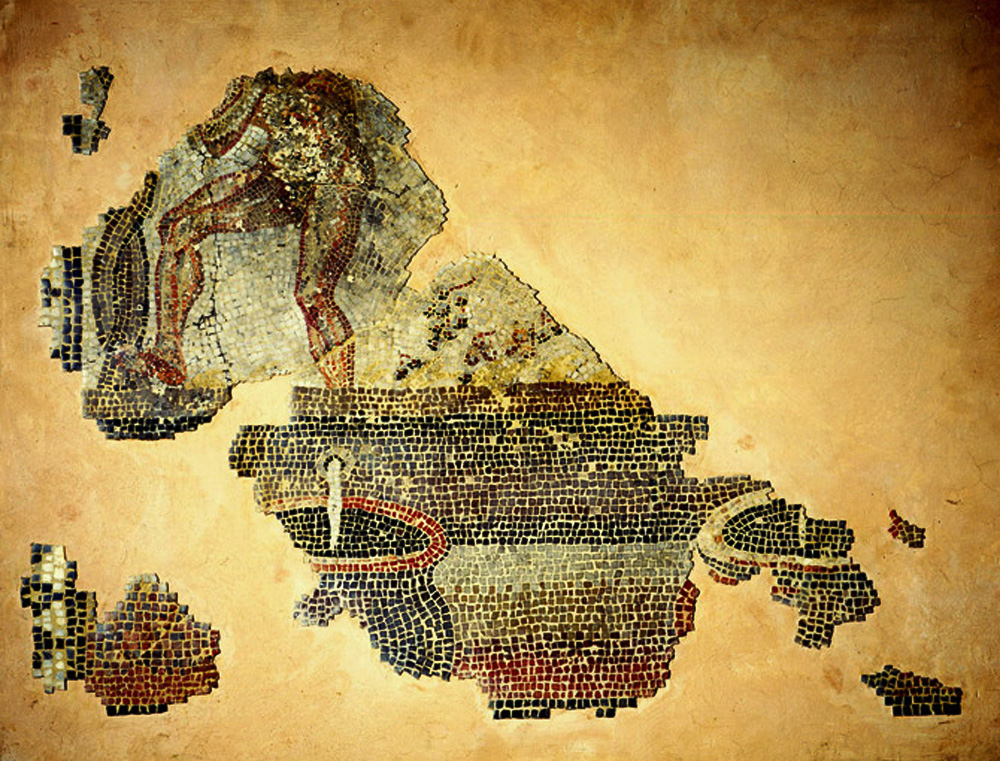
Fragment d’une mosaïque découverte à Lyon et représentant le foulage du raisin, Musée gallo-romain de Lyon-Fourvière

En -598, avec la fondation de Massalia, les Phocéens privilégièrent surtout l'axe fluvial Rhône/Saône. L'archéologie a montré que leurs comptoirs et leur négoce remontèrent fort loin. Vix, aux sources de la Seine, commerçait avec Massalia, comme l'a prouvé le vase de Vix, le plus grand cratère de l'Antiquité, daté de -525. L'oppidum Saint-Marcel, situé près du Pègue et proche de Valaurie (Vallea Aurea), fut l'un des plus grands emporions des Massaliotes.
La toponymie permet de retrouver d'autres emporions dans la vallée du Rhône dont Empurany, sur le Doux, avec Saint-Jean-de-Muzols son port sur le Rhône, qui desservait les mines de Largentière ; Ampuis, proche de la confluence Rhône/Saône ; Amphion, sur les berges du lac Léman ; tandis que dans la vallée de la Saône se trouvent Ampilly-le-Sec et Ampilly-les-Bordes, aux portes de Vix.
Dès le IIe siècle avant notre ère, les fouilles archéologiques qui ont exhumé des amphores de type campanien à Besançon et à Lezoux ont mis en évidence l'utilisation de l'axe Rhône/Saône pour la commercialisation du vin venu de Naples. Ces vins napolitains remontaient ensuite, par la Saône, vers les vallées du Rhin et de la Moselle.

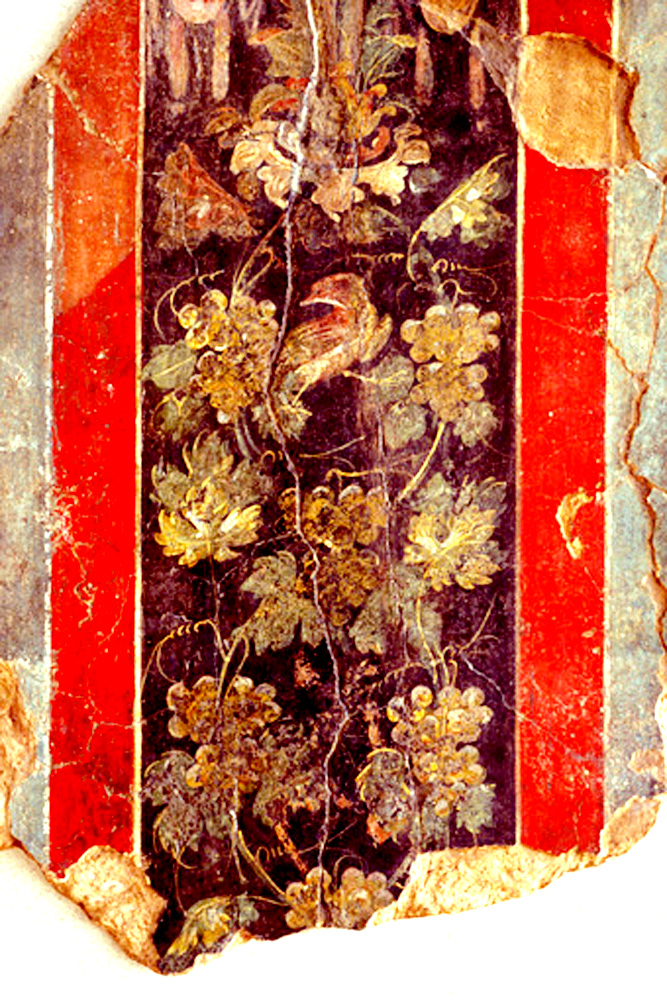
Vitis allobrogica sur une fresque de la Maison de la paroi du globe à Saint-Just de Vienne

Ce fut le long de cette route du vin que s'élabora le premier vin authentiquement gaulois, c'est-à-dire ne devant rien à un cépage de type méditerranéen. Ce fut le vin produit sur le territoire de Vienne, vers le début de notre ère. Vienne la Vineuse, comme la surnommait le poète Martial, était une cité peuplée de celtes allobroges qui bénéficiaient du statut privilégié du droit latin. Ce qui leur permettaient de planter de la vigne. Le vignoble, qu'ils mettent en place, dès la fin du Ier siècle, est le résultat « d'une adaptation d'une vigne sauvage, l'allobrogicum, capable de mûrir sous des climats plus frais, repoussant plus au Nord les limites de la viticulture que l’on pensait exclusivement méditerranéenne ». Les auteurs anciens ont loué les vertus du vin issu de vitis allobrogica, le célèbre  vinum picatum, vendu jusqu’à Rome. Celte, Martial, Pline l’Ancien, Columelle, « tous évoquent la réputation de l’allobrogicum mais aucun n’a laissé de témoignage sur la localisation précise des vignobles. ».
Ces vins célèbres dans tout le monde romain, marquèrent l'inversion du trafic rhodanien avec leur descente vers la Méditerranée comme le souligne Marcel Lachiver. Pour Roger Dion « Il n’est pas concevable que ces maîtres viticulteurs aient laissé inemployées les heureuses dispositions naturelles des sites de l’Hermitage et Côte-Rôtie ». Il est vrai que ces sites faisaient partie du territoire des Allobroges, au même titre que les coteaux de la rive gauche.

Mosaïques de Saint-Romain-en-Gal (Rhône) montrant les travaux de la vigne et du vin
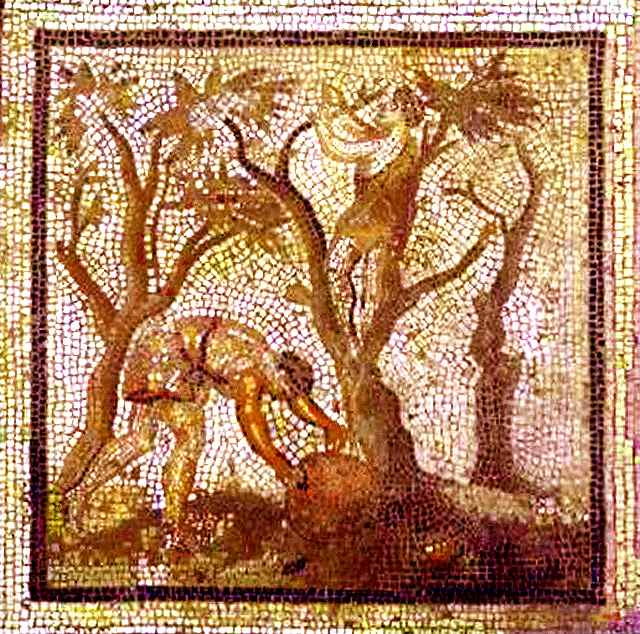
Vigne arbustive
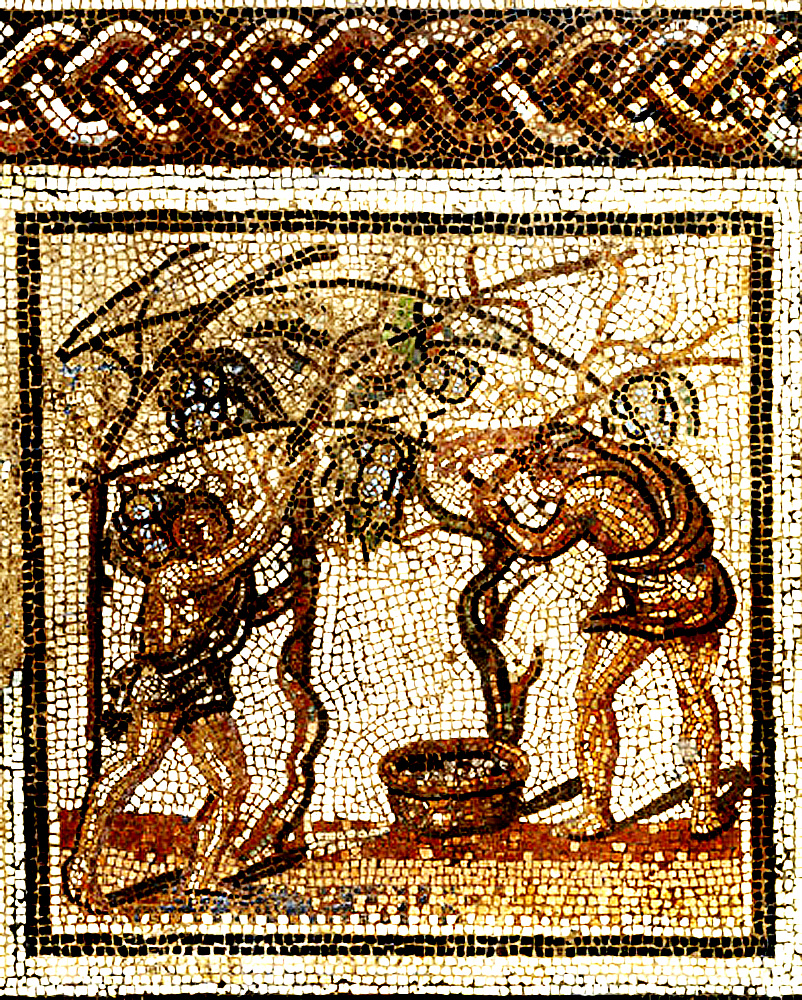
Vendange sur hautain
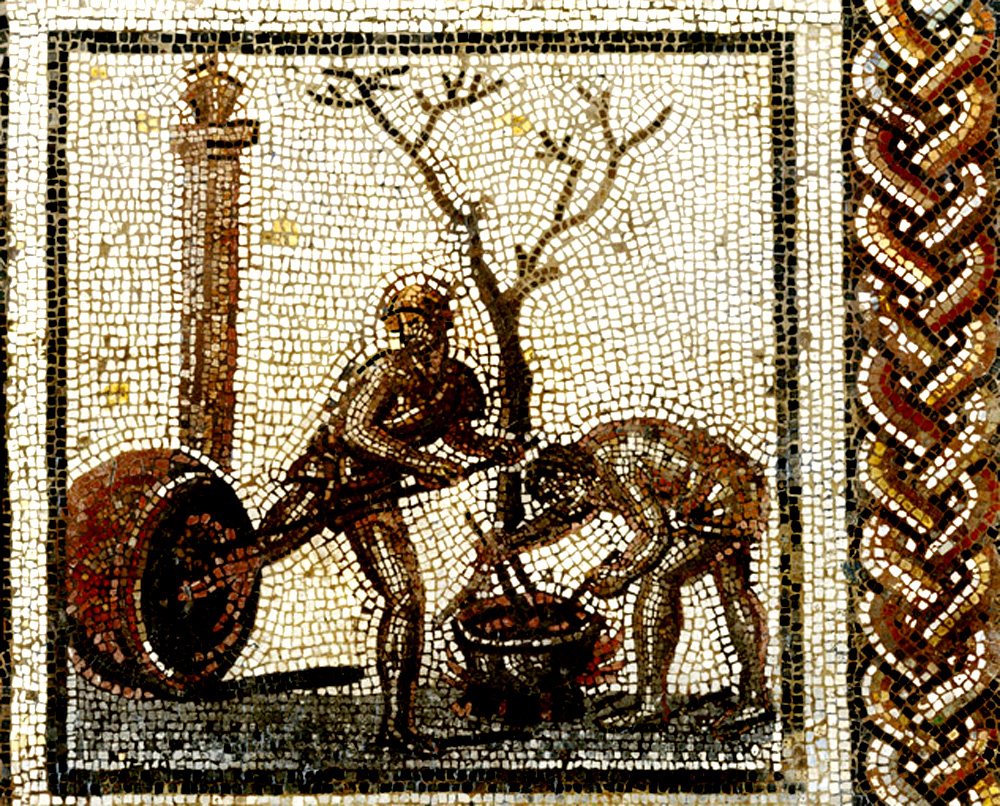
Poissage des dolia
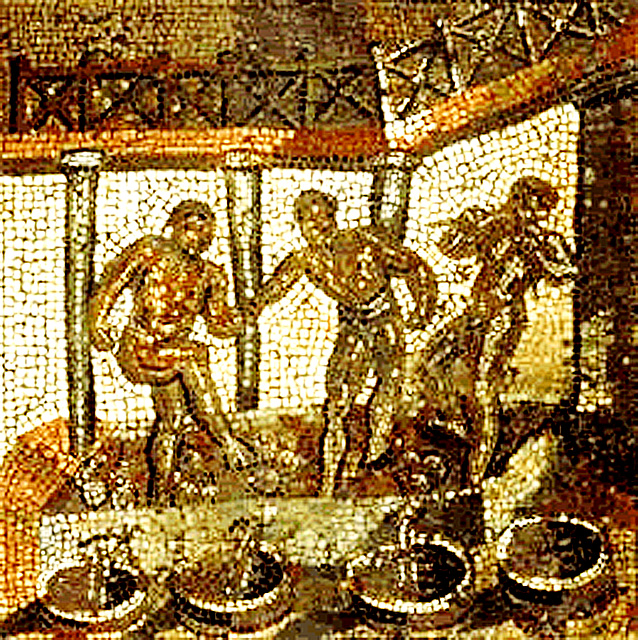
Foulage de la vendange
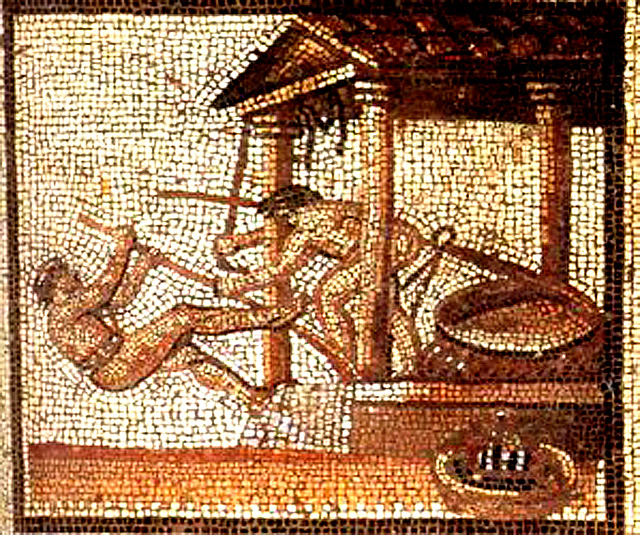
Pressurage de la vendange

Dans la vallée du Rhône, Vienne ne fut pas seule à mettre son vignoble dans l’Antiquité. Les archéologues ont étudié de nombreux autres sites viticoles dans le Haut-Comtat, le Vivarais ou le Tricastin, qui se sont intégrés dans le vaste mouvement d’échanges entre la Méditerranée et les régions septentrionales de l'Europe.
Cet axe stratégique allait perdre son statut de route du vin lors de la dislocation de l'Empire Romain. À partir du Ve siècle, et tout au cours des grandes invasions, les vignobles ne restent cultivés que par des établissements religieux. Ce n'est qu'au XIIe siècle que renaît le commerce international du vin. Mais Rome et la Méditerranée ne sont plus les centres du monde, les marchés se trouvent déplacés vers l'Europe du Nord. Ils profitent à l'Île-de-France, à la Bourgogne et au Bordelais pour des questions de géographie.

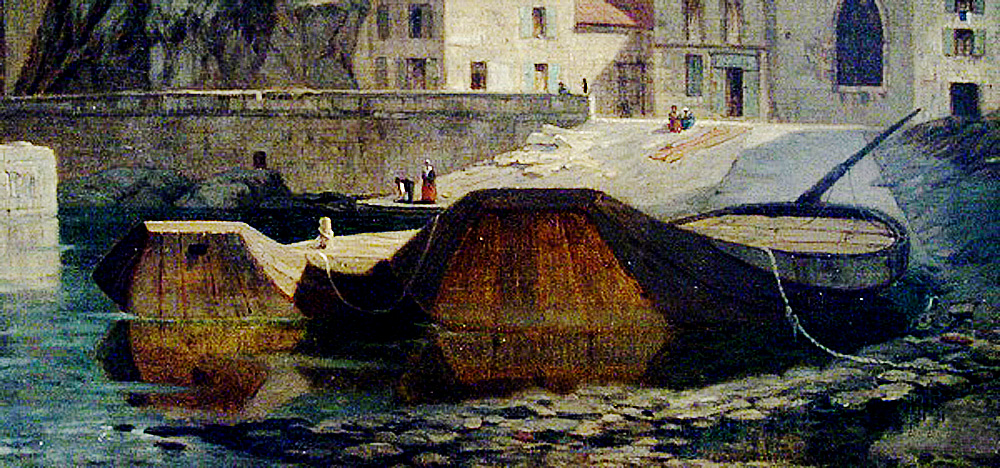
Deux sisselandes en quai à Tournon, tableau de Max Monier de la Sizeranne, Musée de Tournon-sur-Rhône

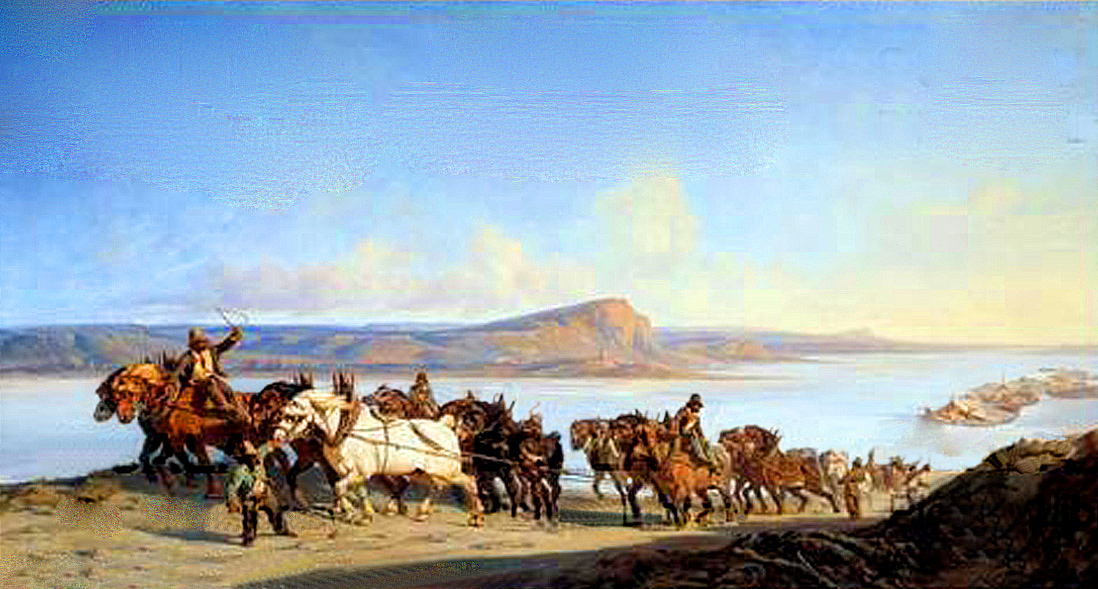
La remontée de bateaux sur le Rhône, en 1843, par Alexandre Dubuisson

Pourtant ce fut au cours du Moyen Âge qu'apparurent les sisselandes ou seysselandes, grands bateaux fabriqués à Seyssel, d'où le nom. Cette embarcation à fond plat, spécifique à la vallée du Rhône, voyageait en convois de 5 à 6 bateaux. Le Rhône, difficilement navigable, imposa de sévères contraintes aux charpentiers, dont le fond plat et un gouvernail de grande dimension. Ces sisselandes descendaient le fleuve en deux journées, par contre le retour durait trois semaines à cause du courant. Les barques devaient alors être halées par des chevaux de trait.

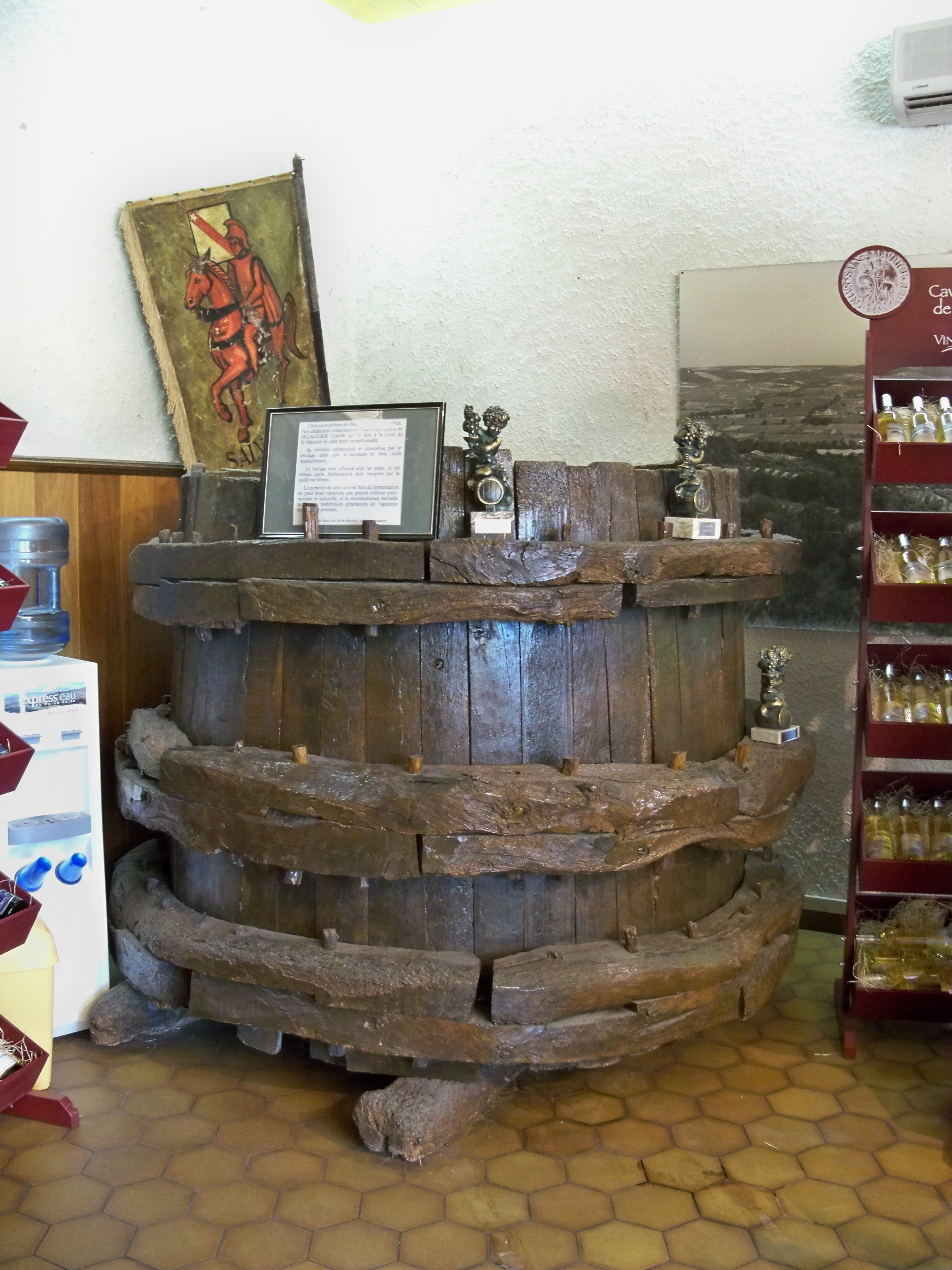
Cuve médiévale dans une enclave pontificale de la Drôme

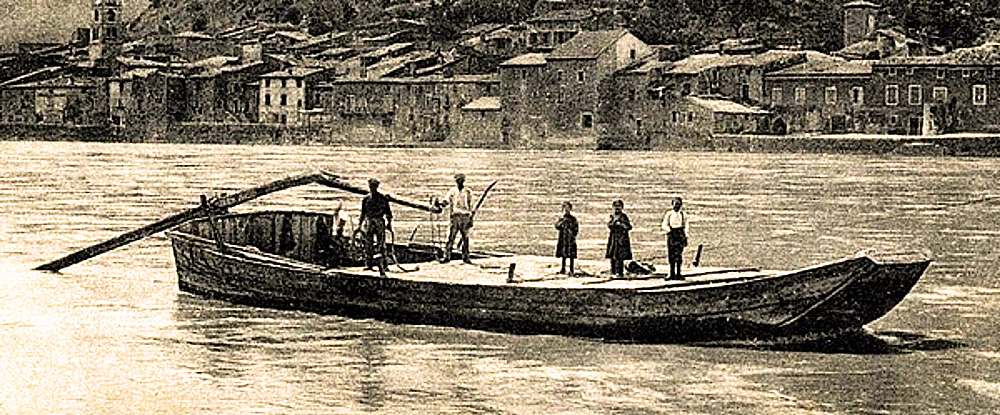
Passage d'une sisselande à Baix vers 1900

À ce trafic Nord/Sud s'ajoutait un trafic de rive à rive. Par exemple, dès le XIIe siècle, Baix disposait d'un port et d'un bac régulier.
Pendant cette période médiévale, « le vignoble du Rhône vécut donc en autarcie, alimentant un marché local ou un commerce régional dont la demande oscillait en fonction des péripéties historiques ». Au début du XIVe siècle, la venue des papes dans le Comtat Venaissin et à Avignon permit de redonner du lustre aux crus rhodaniens tant septentrionaux que méridionaux. Le trafic inverse sur le Rhône reprit tout au cours de la papauté d'Avignon pour approvisionner les celliers pontificaux.
Le rôle des bacs à traille s'avérera stratégique durant tout ce XIVe siècle. Mort sans enfant, Aymard le Gros, comte de Valentinois, avait légué ses domaines, en 1374, à son cousin Louis II de Poitiers. Il réservait à sa veuve, Alix Roger de Beaufort, dite la comtesse Major, deux places fortes en Valdaine, un péage et Baix. Mais en 1386, le comte de Valentinois, retira à sa tante Alix ses fiefs pour les donner à sa nièce Cécile Roger de Beaufort qu'il avait épousée. Cela déclencha une guerre privée entre lui d'un côté, et Raymond de Turenne, frère de Cécile, allié à Tristan, le Bâtard de Beaufort, frère d’Alix, de l'autre.
Pour y mettre un terme, le 15 juin 1386, le duc de Berry interdit le passage du Rhône à tout homme armé, en postant ses troupes devant le bac de Baix. Ce qui n'empêcha pas, en 1392 et 1393, le bac d'être utilisé par des hommes d'armes, les communiers soldés par les conseils de ville de Baix, Châteauneuf-de-Mazenc, Ancône ou Livron, pour leurs expéditions punitives et leurs pillages réciproques. Pour fuir les conflits qui se multipliaient dans la vallée du Rhône, et où ils étaient eux-mêmes impliqués, les papes quittèrent Avignon en 1418 mais gardèrent longtemps le souvenir des vins rhodaniens.

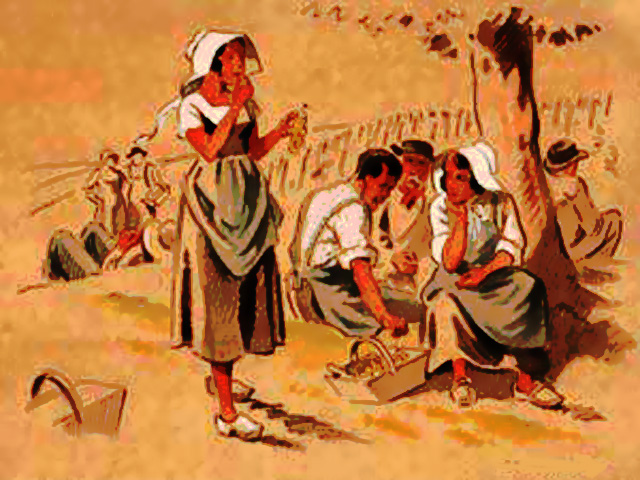
Vendanges dans les comtés rhodaniens

À son époque, Frédéric Mistral, dans son Poème du Rhône, signalait que trois types de barques descendaient encore le Rhône jusqu'au pont Saint-Bénézet : les sisselandes toujours recouvertes d'une bâche ainsi que les sapines et penelles qu'elles remorquaient derrière elles. Des baux d'affermage témoignent du fonctionnement du bac de Baix de 1871 à 1915 puis de 1933 à 1962, date à laquelle il fut supprimé. Les sisselandes transportèrent, jusqu'à l'arrivée du chemin de fer, au milieu du XIXe siècle, les pierres, les fruits et le vin.
La fondation du label « vin de pays des Comtés Rhodaniens », par le décret du 13 octobre 1989, est liée à cette histoire séculaire qui réunit les hommes et leur savoir-faire. En particulier celle des relations viticoles nouées depuis longtemps entre la Drôme et l’Ardèche, puis plus récemment avec le département du Rhône. Ce qui explique que la zone de production soit principalement axée sur ces trois départements.
La production de vins de pays depuis 2009 a été réglementée au niveau européen sous l'appellation « identification géographique protégée ».
Au sein de l'Union des vignerons du Beaujolais, un groupe de producteurs travaille sur un projet d’indication géographique protégée (IGP) pour les effervescents à base de gamay. Cette production représente actuellement 600 ou 700 000 bouteilles par an. Ce sont essentiellement des rosés effervescents demi-sec, ainsi que quelques rouges doux, écoulés en vente directe. « L’idée de certains vignerons est de valoriser ces vins en leur offrant une IGP, donc une notion de terroir attachée à ce label donnant une plus-value supérieure aux marques actuelles ». Le dossier du cahier des charges a été déposé à Bruxelles, qui doit donner son aval en 2014.

## Situation géographique

### Orographie
En Ardèche les sols sont riches et fertiles, la vigne partage ce terroir avec l'arboriculture, les céréales et l'élevage. Comme dans cette partie sud de l’Ardèche, la rive droite du Rhône offre un étroit liseré de plaines alluviales, le vignoble a été installé en coteaux.
Dans la Drôme, la culture de la vigne occupe plus particulièrement piémonts et coteaux ; dans le département du Rhône, elle se retrouve sur les moyennes montagnes des monts du Beaujolais (au nord) et des monts du Lyonnais (au sud). Ce vignoble est bordé à l'est par la Saône, puis par le Rhône.

### Géologie
Tant dans l'Ardèche, aux sols cristallins, que dans la Drôme, la dépression rhodanienne est en fait un grand bassin sédimentaire, varié et irrégulier, qui doit son unité au fleuve. Elle se présente comme une série de petits bassins successifs séparés par des défilés. Cette particularité topographique a compartimenté l'ensemble en plusieurs petites régions naturelles d'importance inégale.
Dans la Drôme, les sols d'origine sédimentaire s'étagent du Trias aux alluvions quaternaires. Celles-ci se retrouvent particulièrement dans la vallée du Rhône, la plaine de Valence, y compris la confluence de l'Isère, la vallée du Roubion et la vallée de la Drôme.
Dans le département du Rhône, deux secteurs géologiques majeurs sont séparés par le Nizerand. Au nord de cette rivière, la roche qui est granitique, se désagrège en sable plus ou moins acide. C’est sur ces sols capables de freiner la vigueur du cépage gamay que le vignoble est majoritairement planté. Au sud du Nizerand, se trouvent des coteaux calcaires, parfois schisteux.

### Climat
C'est une zone d'affrontement privilégiée où se mêlent l'air méditerranéen, doux et humide, et l'air plus froid qui vient du nord. Ce conflit implique des précipitations particulièrement intenses, orages en été et en automne, neige en hiver, avec toutefois des températures hivernales douces. Deux vents influencent ce terroir, le mistral (vent sec), soufflant du nord-est, et le vent humide du midi venu du sud. Le Rhône y tempère les variations de température et l'influence méditerranéenne se fait sentir dans toute la moyenne vallée.
| Mois                              | jan. | fév. | mars | avril | mai  | juin | jui.  | août  | sep. | oct. | nov. | déc. | année |
| --------------------------------- | ---- | ---- | ---- | ----- | ---- | ---- | ----- | ----- | ---- | ---- | ---- | ---- | ----- |
| Température minimale moyenne (°C) | −2,2 | 1,2  | 4    | 9,8   | 12,8 | 13,2 | 15,2  | 15,6  | 13,8 | 7,9  | 5,6  | 2,2  | 8,3   |
| Température moyenne (°C)          | 3,6  | 5,6  | 9,2  | 15,1  | 18,4 | 19,1 | 19,2  | 22    | 19,1 | 13,5 | 9,4  | 5,9  | 13,3  |
| Température maximale moyenne (°C) | 9,5  | 9,5  | 15,2 | 20,7  | 24,4 | 27   | 25,4  | 29,7  | 24,4 | 20,5 | 14,5 | 10,7 | 23,6  |
| Précipitations (mm)               | 35,5 | 43,8 | 44,5 | 1,8   | 23,1 | 75,1 | 110,1 | 125,8 | 42,2 | 67,6 | 73   | 96,4 | 738,9 |

## Vignoble
C'est l'une des six IGP régionales de France.
1. : IGP Atlantique
2. : IGP Comté Tolosan (Bigorre, Cantal, Coteaux et Terrasses de Montauban, Haute-Garonne, Tarn-et-Garonne)
3. : IGP Comtés Rhodaniens
4. : IGP Méditerranée (Comté de Grignan, Coteaux de Montélimar)
5. : IGP Pays d’Oc
6. : IGP Val de Loire.

### Présentation
|  |

Le label comtés-rhodaniens a son aire géographique composée de communes réparties sur les départements de l'Ardèche, de la Drôme, de l'Isère, de la Savoie, de l'Ain, du Rhône, de la Haute-Savoie, de Saône-et-Loire et de la Loire,.

### Encépagement
Les cépages rouges, qui fournissent rouge et rosé, sont le grenache, la syrah, le mourvèdre, le carignan, le cabernet-sauvignon et le cabernet-franc.
Les cépages blancs qui permettent d'élaborer les blancs sont la marsanne, le chardonnay, le viognier, le grenache blanc et le muscat.

### Terroir et vins
|                       |  |  |
| IGP comtés-rhodaniens |  |  |

Ces zones viticoles qui allient des vins de terroirs montagneux à ceux de régions aux sols très variés, vinifient des cépages traditionnels avec des variétés aromatiques venus d'autres régions viticoles. La dégustation révèle des vins différents. Cette variabilité est fonction tant de vinifications (courtes ou longues), des climats spécifiques ou des élévations des coteaux.
Le vin rouge se présente dans une robe rubis foncé aux reflets violets. « Son nez est explosif avec un bouquet de fruits rouges, groseille, fraise et framboise, une belle de présence de fruits noirs, cassis, mûre, et la touche épicée et animale apportée par la syrah. En bouche c’est vin à la matière gourmande et très ronde sur un fruit croquant, d’un équilibre tout à fait agréable. ».
Le vin blanc cousine avec les grands vins blancs du Rhône. Il est habillé d'une robe jaune pâle, aux reflets verts. « Le nez est sur le fruit, notes de fruits à chair blanche, poire, pêche, abricot, avec beaucoup de fraîcheur associée aux notes de bonbon anglais propre au viognier. La bouche est caressante, d’une belle matière avec une acidité noble, la finale est douce et minérale. ».
Le rosé est un vin à la robe attrayante rose saumon, son nez est marqué par les fruits rouges acidulés, la bouche est douce, vive et pleine de fraîcheur.

### Méthodes culturales et réglementaires
Le label concerne les vins tranquilles et les vins mousseux rouges, rosés et blancs.
Ces vins doivent titrer au moins 9°, quant au rendement maximum à l'hectare il est plafonné à 98 hectolitres pour les vins rouges, rosés et blancs.

### Type de vins et gastronomie

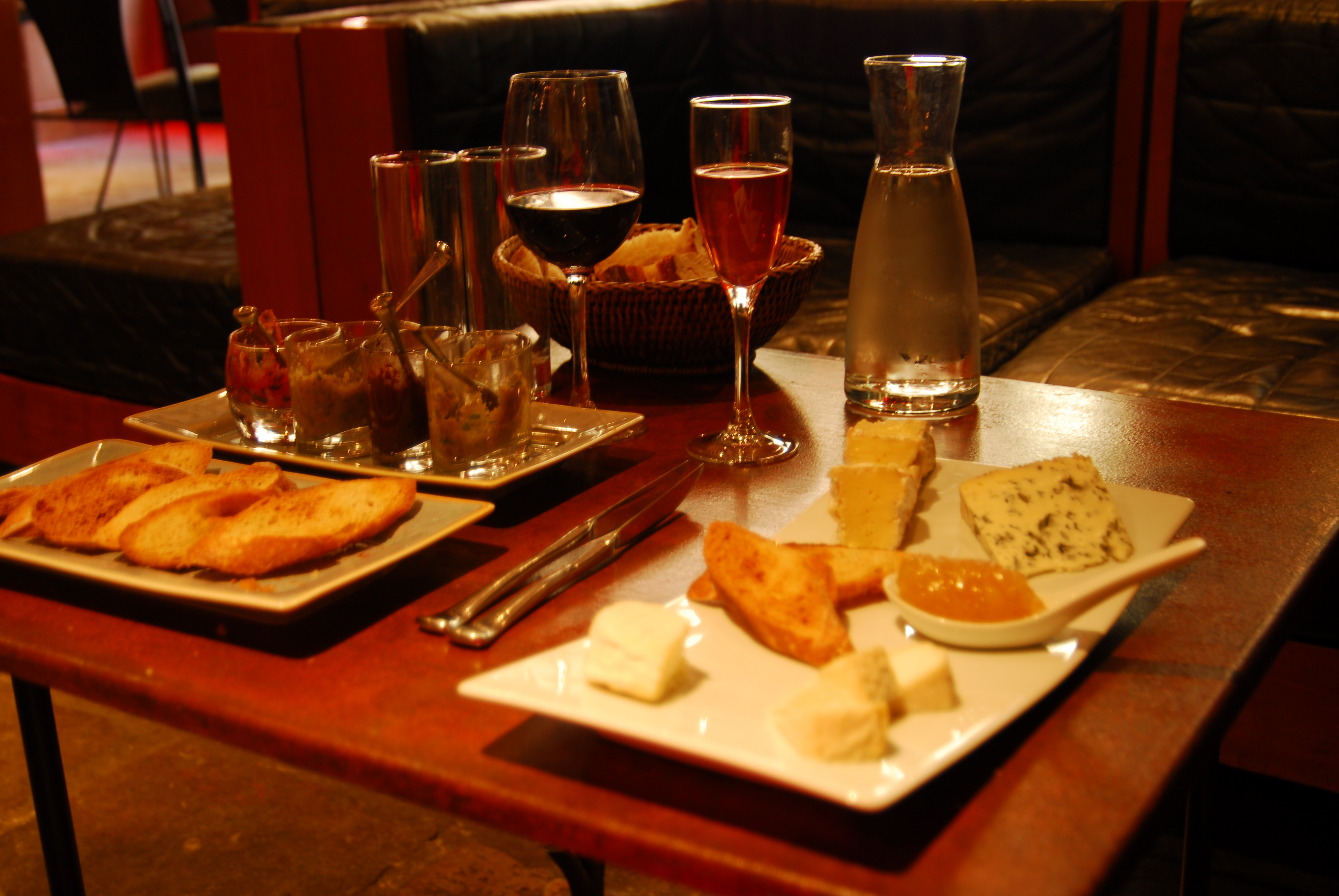
Vins rouge et blanc des comtés-rhodaniens dans un bouchon lyonnais
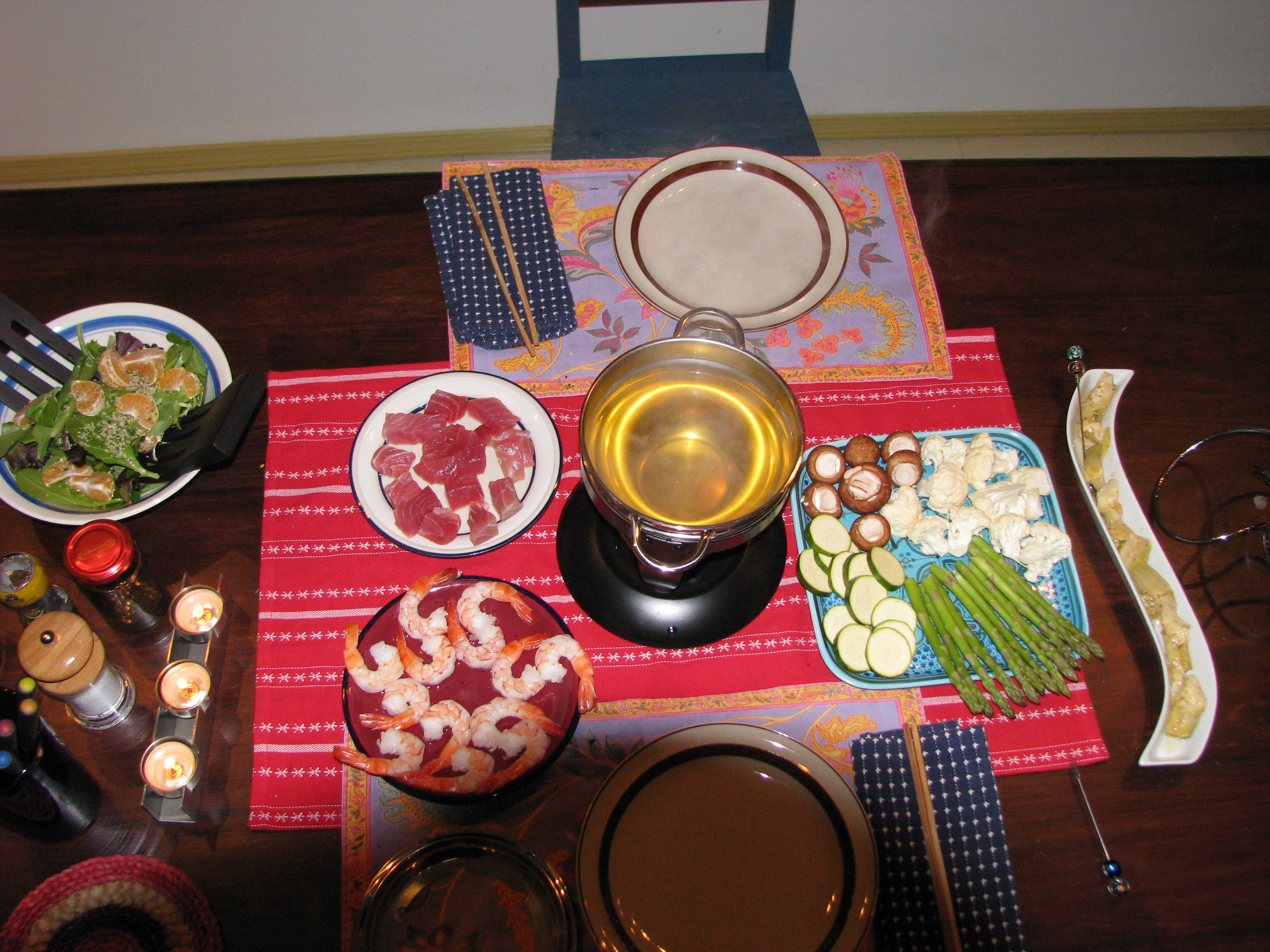
Fondue vigneronne au vin blanc des comtés-rhodaniens
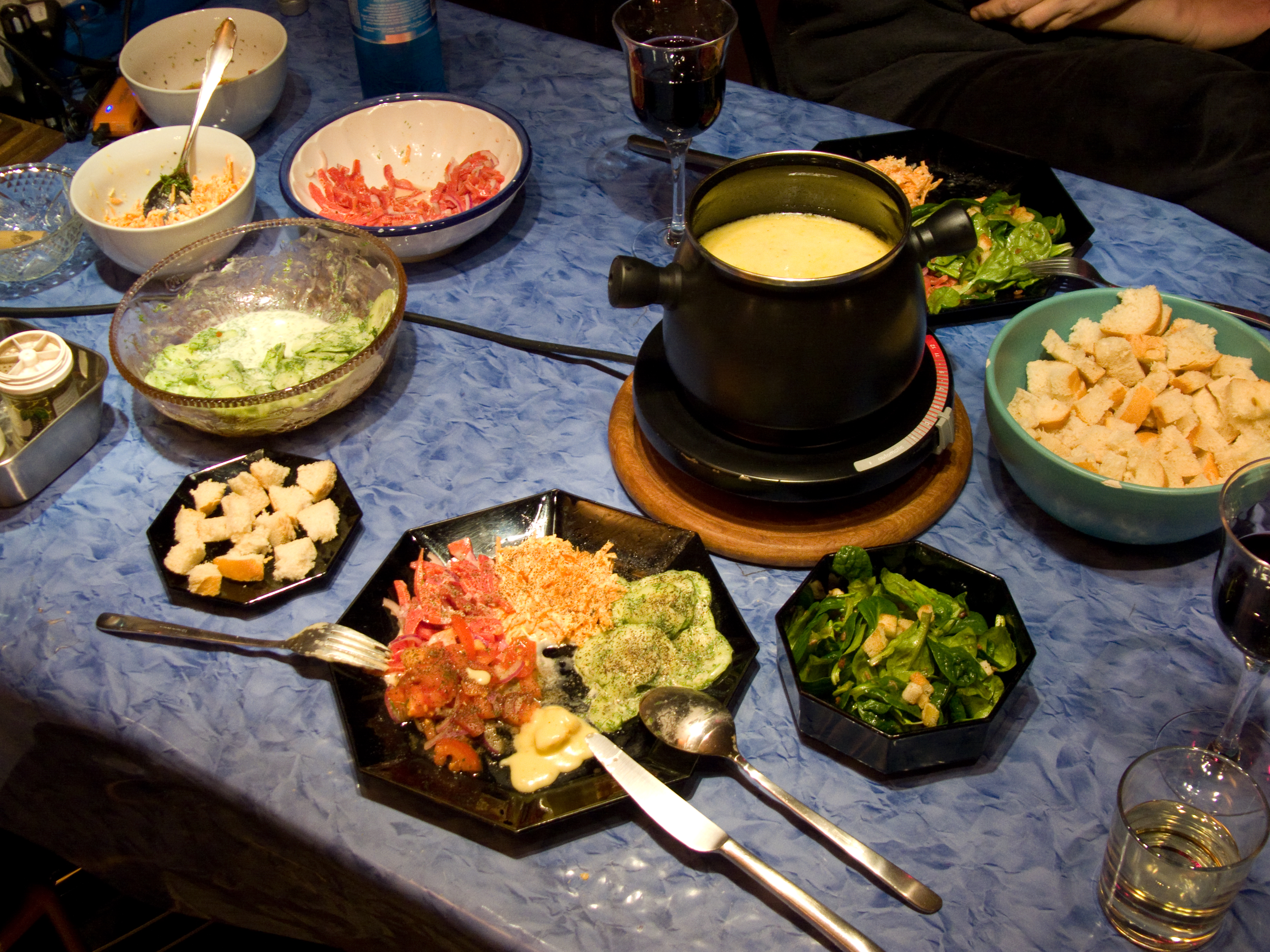
Fondue au fromage et vins blanc et rouge des comtés-rhodaniens

Dans leur jeunesse, les vins rouges sont marqués par le goût du raisin et du fruit rouge frais. Ce sont des vins à boire entre amis, autour d’une charcuterie. Ils doivent être servis à 16 °C et à consommer jeunes.
Les vins blancs qui combinent, en fonction des cépages, fraîcheur, notes fruitées ou florales, sont des vins d’apéritif, à servir frais à 8 °C. Ils accompagnent des poissons pochés, préparés à l’exotique ou un plateau de sushis.
Les vins rosés, légers et vifs sont vinifiés grâce à la maîtrise des températures (préservation des arômes primaires) et du pressurage direct. Ils se servent frais à l’apéritif à 8 °C.

### Commercialisation
Sur ce sillon rhodanien, les traditions viticoles ont engendré une véritable économie régionale transversale. Cette existence d'un « moyen pays rhodanien » a été formalisée par la mise en place de l'IGP comtés-rhodaniens. « Ce n’est d’ailleurs pas tout à fait un hasard si les premiers marchés d’exportation furent conclus vers la Suisse, elle-même proche du sillon rhodanien. ».